# Золотий ланцюжок
«Золотий ланцюжок» (тагал. Kadenang Ginto) — філіппінський телесеріал 2018 року виробництва телекомпанії ABS-CBN. У головних ролях Андреа Бриліантес, Франсін Діас, Б'юті Гонсалес, Дімплс Романа, Альберт Мартінес, Адріан Аланді та Річард Яп.

## У ролях
- Андреа Бриліантес — Маргарет «Марга» Бартоломе
- Франсін Діас — Кассандра «Кассі» Мондрагон
- Б'юті Гонсалес — Роміна Андрада-Мондрагон
- Дімплс Романа — Даніела Мондрагон-Бартоломе
- Альберт Мартінес — Роберто «Роберт» Мондрагон
- Адріан Аланді — Карлос Бартоломе
- Річард Яп — Леонардо «Леон» Еррера